# Francesco Mondada
Francesco Mondada  (Locarno, 17 de março de 1967) é um roboticista suíço.